# 都司 (軍階)
都司為15世紀，中國明朝首設的官制名稱，又稱都閫，位階約為今中級軍官(都司約為四品官，與知府品級接近，類似正地廳級）。据傅维鳞的《明书》卷六五《职官志》:“营伍武官皆因事而命，无定制，凡五等，曰镇守、曰协守、曰分守、曰守备、曰备倭。其官衔凡六等，曰总兵、曰副总兵、曰参将、曰游击，皆称将军。曰都司、曰守备、曰提调、曰千总、曰把总、曰百总，皆营官”。
例如，《明史·左良玉传》中有：“左良玉，字昆山，临清人，官辽东车右营都司。”辽东车营是孙承宗创设的兵种，即炮车兵，左良玉是车营中的右营的军事长官。
17世紀，清朝統治中國後，沿襲其官制，一般為綠營武官。在清朝，該官品為正四品，位於參將與遊擊之下，縣府守備官之上，或任協將或副將的中等軍官，也可稱為協標都司。清朝綠營，軍階由高至低分別為提督、總兵、副將、參將、游擊、都司、守備、千總及百總。

## 臺灣
臺灣民間對綠營旗下的武官，普遍敬稱「總爺」，若須因官職細分，游擊、都司被敬稱「大老爺（tuā-lāu-iâ）」。:264